# Uno Öhrlund
Uno Sixten Öhrlund (* 22. Mai 1937 in Västerås) ist ein ehemaliger schwedischer Eishockeyspieler.  

## Karriere
Uno Öhrlund begann seine Karriere als Eishockeyspieler in seiner Heimatstadt beim IFK Västerås, für den er in der Saison 1954/55 in der damals noch drittklassigen Division 3 aktiv war. Anschließend spielte der Flügelspieler elf Jahre lang für den Stadtnachbarn Västerås IK in der Division 2 sowie der Division 1. Die Saison 1966/67 verbrachte er beim Zweitligisten Tingsryds AIF, ehe er weitere drei Jahre beim Västerås IK in der Division 1 absolvierte. Anschließend stand er nur noch in unterklassigen Ligen seines Heimatlandes auf dem Eis – zunächst von 1970 bis 1972 für den Surahammars IF in der Division 2, anschließend je ein Jahr lang für den Drittligisten IFK Arboga, den Skogsbo SK aus der Division 2 und zuletzt in der Saison 1974/75 wieder in der Division 3 für den Morgårdshammars IF. 

### International
Für Schweden nahm Öhrlund an den Olympischen Winterspielen 1964 in Innsbruck teil, bei denen er mit seiner Mannschaft die Silbermedaille gewann. Zudem stand er im Aufgebot seines Landes bei den Weltmeisterschaften 1962, 1963 und 1965. Bei der WM 1962 gewann er mit seiner Mannschaft die Goldmedaille. Als bestes europäisches Team wurde Schweden zudem Europameister. Darüber hinaus gewann er bei der WM 1963 mit seiner Mannschaft die Silber-, bei der WM 1965 die Bronzemedaille. 

## Erfolge und Auszeichnungen
- 1964 Schwedisches All-Star Team

### International
| - 1962 Goldmedaille bei der Weltmeisterschaft - 1963 Silbermedaille bei der Weltmeisterschaft | - 1964 Silbermedaille bei den Olympischen Winterspielen - 1965 Bronzemedaille bei der Weltmeisterschaft |